# トレバー・ヒルデンバーガー
トレバー・ヒルデンバーガー（Trevor Hildenberger, 1990年12月15日 - ）は、アメリカ合衆国カリフォルニア州サンノゼ出身のプロ野球選手（投手）。右投右打。MLBのサンフランシスコ・ジャイアンツ傘下所属。愛称はヒルディ（Hildy）。

## 経歴

### プロ入り前
アーチビショップ・ミッティ高等学校時代はミッチ・ハニガーとチームメイトだった。

### プロ入りとツインズ時代
2014年のMLBドラフト22巡目（全体650位）でミネソタ・ツインズから指名され、プロ入り。契約後、傘下のルーキー級ガルフ・コーストリーグ・ツインズでプロデビュー。アパラチアンリーグのルーキー級エリザベストン・ツインズでもプレーし、2球団合計で24試合に登板して1勝4敗10セーブ、防御率2.48、32奪三振を記録した。
2015年はA級シーダーラピッズ・カーネルズとA+級フォートマイヤーズ・ミラクルでプレーし、2球団合計で41試合に登板して3勝2敗17セーブ、防御率1.55、80奪三振を記録した。オフにはアリゾナ・フォールリーグに参加し、スコッツデール・スコーピオンズに所属した。
2016年はA+級フォートマイヤーズとAA級チャタヌーガ・ルックアウツでプレーし、2球団合計で38試合に登板して3勝4敗19セーブ、防御率0.75、53奪三振を記録した。
2017年は開幕をAAA級ロチェスター・レッドウイングスで迎え、21試合に登板して2勝1敗6セーブ、防御率2.05、38奪三振を記録した。6月23日にメジャー契約を結んでアクティブ・ロースター入りし、同日のクリーブランド・インディアンス戦でメジャーデビュー。そのまま右のリリーフとしてメジャーに定着すると、最終的に37試合に登板して3勝3敗1セーブ、防御率3.21、44奪三振を記録した。
2019年オフの12月2日にノンテンダーFAとなった。

### レッドソックス傘下時代
2020年1月4日にボストン・レッドソックスとマイナー契約を結び、スプリングトレーニングに招待選手として参加することになった。だが、この年は新型コロナウイルスの影響でマイナーリーグの試合が開催されず、メジャーにも昇格しなかったため、公式戦の登板は無かった。オフの11月2日にFAとなった。

### メッツ時代
2020年12月8日にニューヨーク・メッツとマイナー契約を結び、2021年のスプリングトレーニングに招待選手として参加することになった。
2021年4月8日にメジャー契約を結んでアクティブ・ロースター入りした。だが、2試合に登板して防御率15.43と振るわず、傘下のAAA級シラキュース・メッツへ降格後の5月15日にDFAとなった。

### ジャイアンツ傘下時代
2021年5月18日にウェイバー公示を経てサンフランシスコ・ジャイアンツへ移籍し、傘下のAAA級サクラメント・リバーキャッツへ配属された。5月21日にDFAとなり、26日にマイナー契約となった（そのままAAA級サクラメントに配属）。その後11月7日にいったんはFAとなるも、28日に同チームとマイナー契約ながら再契約を結び、29日に再び傘下のAAA級サクラメントに配属された。

## 投球スタイル
投球の半分以上がシンカーを占めており、それにチェンジアップとスライダーを交えるサイドスロー右腕。フォーシームを投げる割合は低めである。

## 詳細情報

### 年度別投手成績
| 年 度    | 球 団    | 登 板 | 先 発 | 完 投 | 完 封 | 無 四 球 | 勝 利 | 敗 戦 | セ 丨 ブ | ホ 丨 ル ド | 勝 率 | 打 者 | 投 球 回 | 被 安 打 | 被 本 塁 打 | 与 四 球 | 敬 遠 | 与 死 球 | 奪 三 振 | 暴 投 | ボ 丨 ク | 失 点 | 自 責 点 | 防 御 率 | W H I P |
| -------- | -------- | ----- | ----- | ----- | ----- | -------- | ----- | ----- | -------- | ----------- | ----- | ----- | -------- | -------- | ----------- | -------- | ----- | -------- | -------- | ----- | -------- | ----- | -------- | -------- | ------- |
| 2017     | MIN      | 37    | 0     | 0     | 0     | 0        | 3     | 3     | 1        | 12          | .500  | 170   | 42.0     | 38       | 4           | 6        | 2     | 4        | 44       | 1     | 0        | 15    | 15       | 3.21     | 1.05    |
| 2018     | MIN      | 73    | 0     | 0     | 0     | 0        | 4     | 6     | 7        | 17          | .400  | 319   | 73.0     | 75       | 12          | 26       | 9     | 2        | 70       | 2     | 0        | 46    | 44       | 5.42     | 1.38    |
| 2019     | MIN      | 22    | 0     | 0     | 0     | 0        | 2     | 2     | 1        | 6           | .500  | 88    | 16.1     | 30       | 2           | 7        | 0     | 3        | 15       | 1     | 0        | 19    | 19       | 10.47    | 2.27    |
| 2021     | NYM      | 2     | 0     | 0     | 0     | 0        | 0     | 0     | 0        | 0           | ----  | 14    | 2.1      | 3        | 1           | 3        | 0     | 1        | 4        | 1     | 0        | 4     | 4        | 15.43    | 2.57    |
| MLB：4年 | MLB：4年 | 134   | 0     | 0     | 0     | 0        | 9     | 11    | 9        | 35          | .450  | 591   | 133.2    | 146      | 19          | 42       | 11    | 10       | 133      | 5     | 0        | 84    | 82       | 5.52     | 1.41    |

- 2021年度シーズン終了時

### 年度別守備成績
| 年 度 | 球 団 | 投手（P） | 投手（P） | 投手（P） | 投手（P） | 投手（P） | 投手（P） |
| 年 度 | 球 団 | 試 合     | 刺 殺     | 補 殺     | 失 策     | 併 殺     | 守 備 率  |
| ----- | ----- | --------- | --------- | --------- | --------- | --------- | --------- |
| 2017  | MIN   | 37        | 2         | 5         | 0         | 1         | 1.000     |
| 2018  | MIN   | 73        | 4         | 15        | 0         | 0         | 1.000     |
| 2019  | MIN   | 22        | 2         | 2         | 0         | 0         | 1.000     |
| MLB   | MLB   | 132       | 8         | 22        | 0         | 1         | 1.000     |

- 2020年度シーズン終了時

### 背番号
- 39（2017年 - 2019年）
- 35（2021年）